# Tranquilino Ubiarco Robles
Tranquilino Ubiarco Robles (Ciudad Guzmán, 8 de julio de 1899 - Tepatitlán, 5 de octubre de 1928). fue un presbítero y mártir mexicano de la época de la guerra cristera venerado como santo por la iglesia católica Fue beatificado en 1992 y canonizado en el 2000 por Juan Pablo II junto con otros 27 beatos mexicanos

## Formación y sacerdocio
Nació el 8 de julio de 1899 en Ciudad Guzmán, Jalisco. Fue el tercero de cuatro hijos que quedaron huérfanos de padre cuando Tranquilino era pequeño. Desde niño se interesó por la carrera sacerdotal, por lo que empezó su formación pasando por varios seminarios debido a las persecuciones que enfrentaban los cristianos, todo mientras trabajaba con su madre.
Fue ordenado presbítero en agosto de 1923 y en septiembre del mismo año fue nombrado vicario del Municipio de Moyahua de Estrada en Zacatecas. Durante los años siguientes mientras empezaba la guerra cristera fue trasladado a Juchipila, Lagos de Moreno y Tepatitlán respectivamente, siendo este último un lugar peligroso debido a la opresión del gobierno. A partir de aquí Tranquilino empezó a declarar su deseo de morir martirizado. Estuvo en Tepatitlán por 15 meses antes de su muerte, tiempo en el que se dedicó a ejercer su sacerdocio a escondidas del gobierno y a proveer ayuda a los creyentes desahuciados por el gobierno.

## Arresto y martirio
Durante la noche del 4 de octubre de 1928 el sacerdote se encontraba preparando una boda a escondidas en una casa de Tepatitlán cuando fue sorprendido por el presidente municipal acompañado del ejercito, quienes se lo llevaron preso a la carcel municipal. Fue encerrado junto con otros presos a quienes confesó e invitó a rezar, y en la madrugada del día siguiente lo sacaron de la carcel y lo llevaron a las afueras de la ciudad para ejecutarlo por ahorcamiento.
Al llegar al lugar el padre se identificó como "ministro de Cristo encargado de su parroquia" y no opuso resistencia. Los soldados le mostraron la cuerda que usarían para ahorcarlo y el tranquilamente la bendijo. Después preguntó quien sería su verdugo, a lo que nadie contestó, por lo que aseguró que "el mandado no sería responsable ya que todo estaba dispuesto por Dios". A regañadientes, uno de los soldados, de apellido Vargas, aseguró ser el verdugo, pero que sin embargo se rehusaba a ejecutarlo, por lo que el padre lo miró y le aseguró que "iría al paraíso junto con el". Los demás soldados procedieron a ahorcar al sacerdote en un árbol hasta matarlo. Ese mismo día el soldado Vargas también fue ejecutado por insubordinación.
Fue velado y enterrado ese mismo día en Tepatitlán, en donde se presentó una muchedumbre tan grande que el gobierno llegó a planear una dispersión forzada en caso de que hubieran problemas.

## Beatificación y canonización
Fue beatificado el 22 de noviembre de 1992, y posteriormente canonizado el 21 de mayo del 2000 por Juan Pablo II junto con otros 27 beatos mexicanos. Antes de estas canonizaciones el único nativo mexicano en ser canonizado era Felipe de Jesus, primer santo y mártir de México.
Sus restos actualmente se encuentran en la iglesia parroquial de San Francisco de Tepatitlán en donde siguen siendo venerados.